# Andrea Bacle
Adrienne Pauline Bâcle-Macaire, conocida también como Andrea Bacle  (Ginebra, 15 de agosto de 1796- Ginebra, 22 de octubre de 1855), fue una pintora suiza del siglo XIX que emigró a Buenos Aires en donde realizó un trabajo precursor en el arte litográfico del Río de la Plata.

## Primeros años

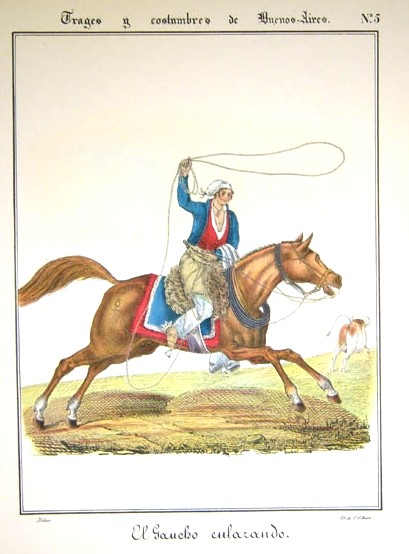
Gaucho enlazando, obra de Andrea Bacle, en Trajes y Costumbres.

Adrienne Pauline Macaire, tal su verdadero nombre, era hija de Daniel Macaire y Jeanne Gignoux.
En su ciudad natal estudió con la miniaturista Jeanne Henriette Rath (1772-1856), haciendo de ese arte su profesión.
Estaba casada con el impresor César Hipólito Bacle,(Michel–César-Hyppolite Bâcle).

## Trayectoria
Realizó muchos de los retratos publicados por la imprenta litográfica de su esposo. Colaboró en las ilustraciones del Museo Americano y en las de El Recopilador, siendo autora de la mayor parte de sus láminas. Muchas litografías de hechos y personajes históricos son obra de Andrea Bacle, incluyendo el Ajusticiamiento de los hermanos Reynafé, el retrato de Juan Antonio Álvarez de Arenales, etc. También efectuó numerosas obras de carácter costumbrista, algunas de ellas publicadas en la obra Trajes y costumbres de la Provincia de Buenos Aires.
Cuando los esposos Curel, directores del Colegio de Señoritas dejaron la ciudad, Andrea Bacle y su esposo se hicieron cargo del establecimiento educativo, que reabrieron en Florida 122 con el nombre Ateneo Argentino el 1 de marzo de 1831.
Ese año los esposos Bacle debieron abandonar Buenos Aires y emigrar a la Isla Santa Catarina. Allí prepararon una Historia Natural de la Provincia de Santa Catarina que se perdió en el naufragio del buque en que regresaban a Buenos Aires el siguiente año.
En la capital de la Confederación Argentina continuó colaborando son su esposo en la Litografía del Estado. Estuvieron en Chile y cuando volvieron a Buenos Aires, César fue detenido por orden de Juan Manuel de Rosas acusado de connivencia con la oposición interna y con los enemigos del país en marzo de 1837.
Tras la liberación de su marido a fines de ese año y su muerte el 4 de enero del siguiente, quedó sin recurso alguno y se embarcó con sus hijos para regresar a su tierra el 2 de marzo de 1838. Allí continuó desempeñando su oficio hasta su muerte, ocurrida el 22 de octubre de 1855. La prisión y muerte de su marido fueron una de las causas aducidas para justificar la intervención francesa.
Ella continuó su carrera en Suiza realizando pinturas de imágenes sobre láminas de marfil.
El mayor de sus dos hijos, Etienne Auguste Isaac Charles Bacle, nacido en Ginebra el 21 de febrero de 1817, murió el 16 de diciembre de 1873 en Constantinopla donde se desempeñaba como asesor del Sultán.